# Yes Sir, I Can Boogie
«Yes Sir, I Can Boogie» — песня испанского дуэта Baccara.
Композиция в стиле диско была написана немецким автором песен Фрэнком Досталом и продюсером группы Рольфом Соей в 1977 году. Выпущенная как дебютный сингл дуэта вместе с кавером песни «Cara Mia» на стороне «Б», «Yes Sir, I Can Boogie» стала крупным европейским хитом. Именно этот сингл стал их единственным лидером в Великобритании, проведя на первой строчке неделю с 29 октября 1977 года. Тем не менее, попасть на крупнейший музыкальный рынок — американский — песне не удалось.
На песню было сделано множество кавер-версий, а оригинальный сингл Baccara неоднократно переиздавался. Так, шведское переиздание 1999 года заняло в чартах 42-ю позицию.

## Список композиций
7" сингл (Европа и США)
1. «Yes Sir, I Can Boogie» — 4:28
2. «Cara Mia» — 2:58

12" макси-сингл (только США)
1. «Yes Sir, I Can Boogie» (Extended Mix) — 6:50
2. «Yes Sir, I Can Boogie» (Extended Mix) — 6:50

## Позиции в хит-парадах
Еженедельные чарты:
| Чарт (1977)               | Высшая позиция | Недель на № 1 |
| ------------------------- | -------------- | ------------- |
| German Singles Chart      | 1              | 7             |
| UK Singles Chart          | 1              | 1             |
| Irish Singles Chart       | 1              | 1             |
| Swedish Singles Chart     | 1              | 10            |
| Norwegian Singles Chart   | 1              | 23            |
| Austrian Singles Chart    | 2              | —             |
| New Zealand Singles Chart | 33             | —             |

Годовые чарты:
| Хит-парад (1977)             | Позиция |
| ---------------------------- | ------- |
| Великобритания (Gallup Poll) | 11      |

## Некоторые кавер-версии
- Brotherhood of Man записали свою версию для двойного альбома 1981 года 20 Disco Greats / 20 Love Songs.
- Кавер Dana International попал на альбом «Danna International» (1993).
- Группа Björn Again, начинавшая с каверов песен ABBA, не обошла вниманием и «Yes Sir, I Can Boogie»: их версия присутствует на втором диске альбома «Flash Back!/Live».
- Группа Goldfrapp записали песню под названием Yes Sir; эта версия стала второй стороной сингла «Twist» (2003).
- Английская певица Софи Эллис-Бекстор исполнила песню вживую, а студийная версия стала второй стороной сингла «I Won't Change You».
- Финский артист М. А. Нумминен перепел песню на финском, шведском и немецком языках, причём все три варианта текста он написал сам.